# 室建陀

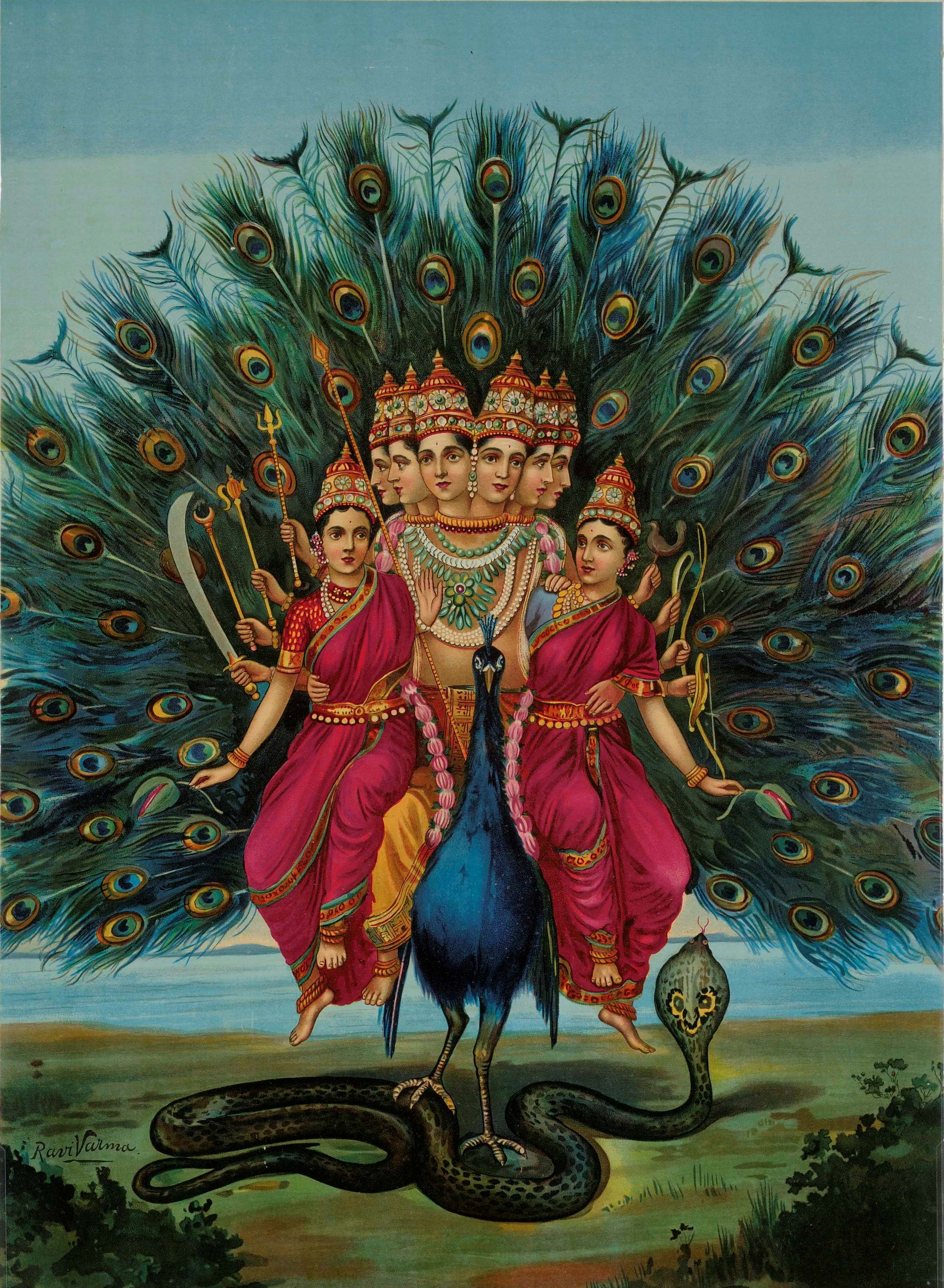
室建陀（Raja Ravi Varma绘）

室建陀（拉丁字母轉寫：Skanda），又稱塞建陀、鸠摩罗（意译童子）、迦絺吉夜（意译六面子）、善梵、穆如干（murugan，南印度的叫法），印度教的神祇，為濕婆神與雪山神女的兒子，是智慧之神與財神象頭神的兄弟，形象是一名俊俏挺拔的少年，也是天兵統帥。

## 簡介
阿修羅王多羅伽透過虔誠的苦行，感動了梵天，得到了梵天的降福，享有非常勇猛的武力。多羅伽曾向梵天許願，希望能夠百戰百勝。梵天技巧性地答應：「除了濕婆的兒子，你可以百戰不敗。」多羅伽很高興，因為濕婆神的妻子娑提自殺以後，濕婆進入苦修閉關，不再娶妻，也沒有兒子。後來，多羅伽率領部將，侵略了提婆神的天界，天界危殆，甚至连大神毗湿奴都没法將他消滅，戰事僵持了兩萬年。眾神向梵天祈禱，梵天卻說；「多羅伽修練苦行有成，已經得到我的祝福，要打敗他，去找到濕婆的兒子。」
雪山神女是濕婆神妻子娑提的轉世，众神只好希望濕婆能娶雪山神女，並且生一个儿子，來拯救天國。就請爱神伽摩出馬，濕婆神自知其道行甚高，卻莫名其妙有意亂情迷的現象，發現了這是伽摩搞鬼，於是從额上之眼發出神火，將伽摩毀滅。後來才將伽摩复活，不過從此，伽摩就失去了形體，故被稱為「無形之神」。
雪山神女为了感动濕婆神，進入苦行，濕婆神被打動，又化身為婆罗门前去试探，發現雪山神女非常堅定，終於娶了雪山神女。兩人婚後生下了室建陀，室建陀取得了因陀羅的天兵天将部隊，擊敗了多罗伽，恢復了天界的和平，也從此成為天兵天將的大元帥。

## 资料来源
- 《世界神话辞典》，辽宁人民出版社

## 外部連結
- Murugan devotional songs collection on youtube（页面存档备份，存于）
- Inuvil kanthan Temple（页面存档备份，存于）